# Eudule hagno
Eudule hagno är en fjärilsart som beskrevs av Druce 1855. Eudule hagno ingår i släktet Eudule och familjen mätare. Inga underarter finns listade i Catalogue of Life.